# Pteroglossus torquatus
El tucancillo collarejo o arasarí acollarado  (Pteroglossus torquatus), es un pequeño tucán con aspectos físicos semejantes a los de un paseriforme. Habita desde el sur de México hasta Venezuela.

## Descripción

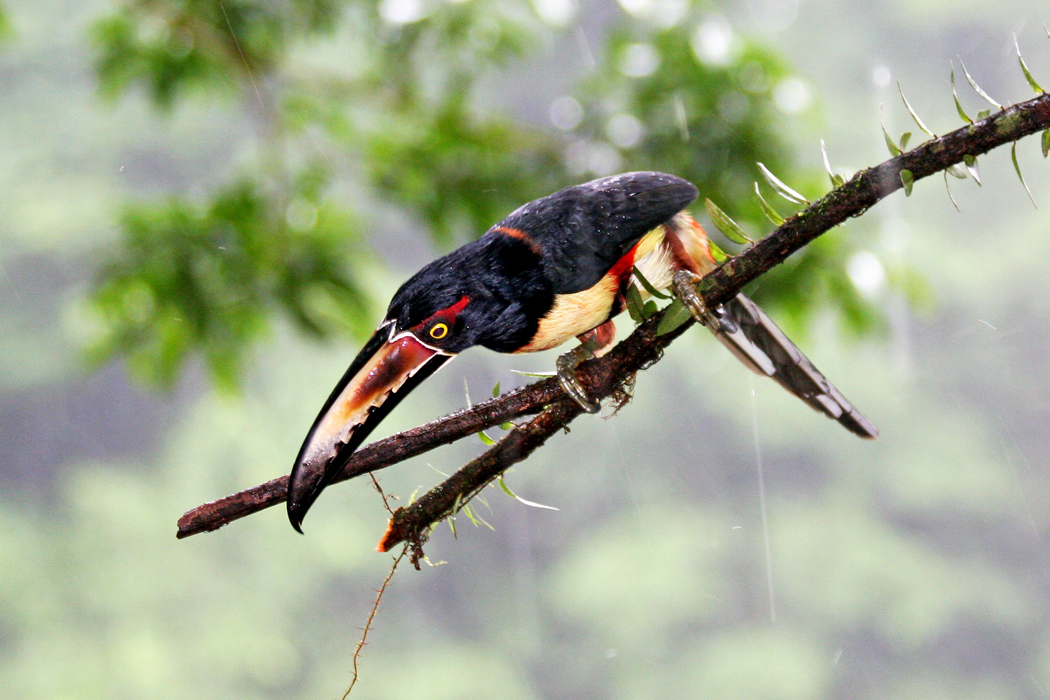
El collar rojo, del cual el ave recibe su nombre es visible en este espécimen de Costa Rica.

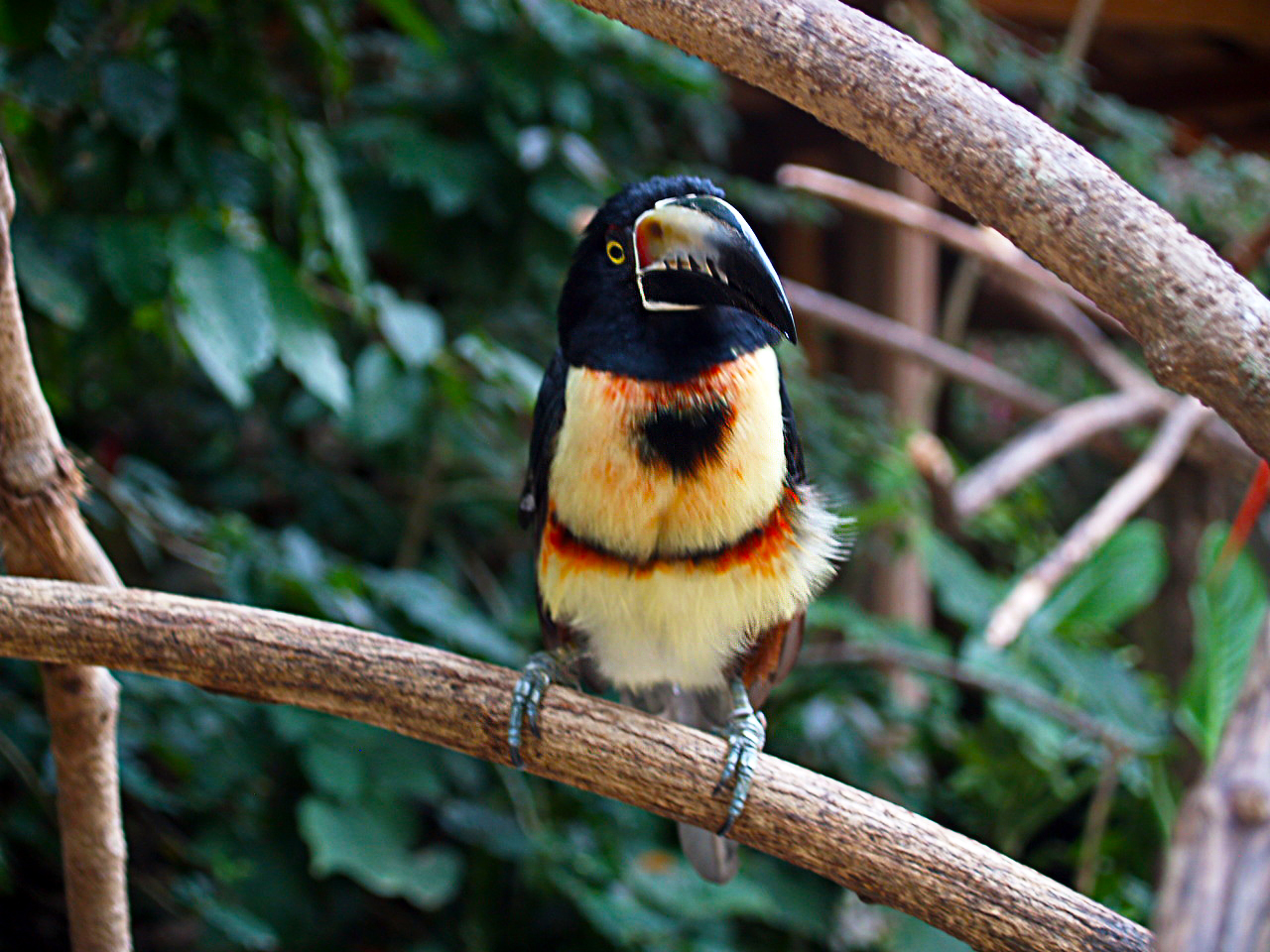

Como otros tucanes, el tucancillo collarejo es muy colorido y posee un gran pico. Los adultos comúnmente miden 41 cm de largo y llegan a pesar 230 gr.
Los sexos son similares en apariencia, con cabeza y pecho negros, rabadilla rojo brillante. Presenta un collar rojizo en la parte trasera de la nuca, lo que le ha valido el nombre de collarejo y el epíteto científico (torquatus). El vientre es amarillo brillante, con una mancha negra en el pecho y una banda roja y negra en el abdomen. Los muslos son de color castaño.
La piel facial, sin plumas, es negra tornándose marrón detrás de los ojos amarillos. La parte superior del pico es amarillo opaco, con un borde negro que sigue un patrón de dientes en forma de sierra en los bordes del mismo, y terminado en una punta negra. La mandíbula inferior es negra. Las patas son verdes.
Los tucancillos juveniles son mucho menos vistosos, con la cabeza color negro hollín y verde olivo en las partes superiores del cuerpo. La rabadilla roja y el vientre amarillo es menos vistoso y la mancha en el pecho, la banda del abdomen y el patrón en el pico no se distinguen.
El llamado del tucancillo collarejo es fuerte y agudo.

## Comportamiento

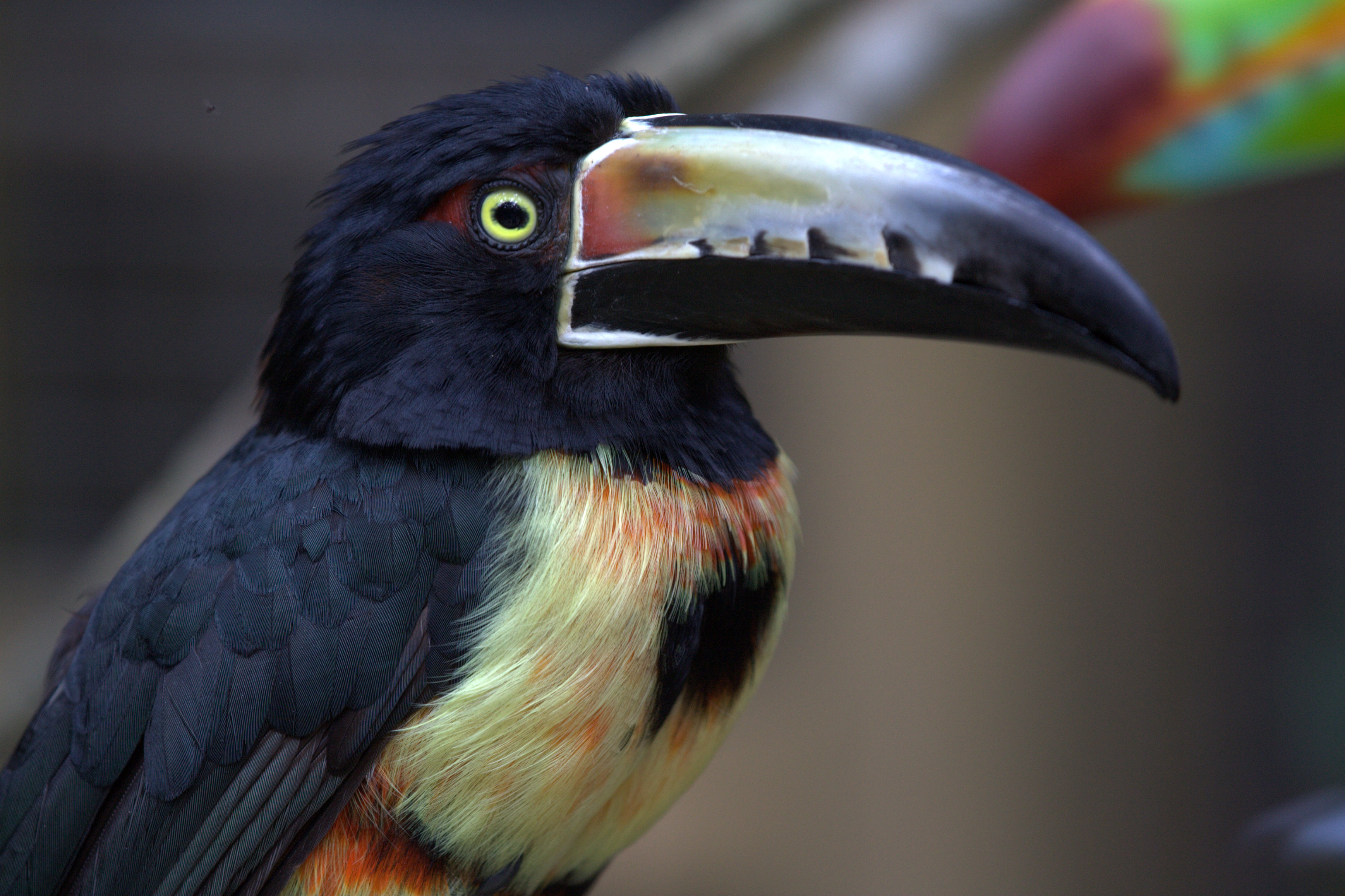

El tucancillo collarejo es un residente común en los selvas de tierras bajas y bosques un poco abiertos. 
Parvadas pequeñas, usualmente conformadas por 6-15 aves, atraviesan el bosque en vuelo rápido y directo. 
Esta especie arborícola es principalmente frugívora, pero también consume insectos, pequeños reptiles, huevos de aves y otras presas pequeñas.
Depositan 3 huevos blancos en cavidades naturales al descubierto o nidos de pájaros carpinteros en lo alto de los árboles.
Ambos sexos incuban los huevos por 16 días, luego de los cuales los polluelos permanecen en el nido. Al nacer son ciegos y no poseen plumas, tienen picos cortos y almohadillas especializadas en los talones para protegerlos de las rugosidades del fondo del nido. Son alimentados por ambos padres, quienes pueden ser asistidos hasta por otros 3 adultos, probablemente integrantes de nidadas anteriores. Abandonan el nido después de alrededor de 6 semanas, pero continúan siendo alimentados por los adultos por varias semanas más.
Los tucancillos se diferencian del resto de los tucanes por perchar en grupos sociales a lo largo de todo el año, más de 6 adultos y polluelos pueden habitar en una misma cavidad de un árbol, durmiendo todos con las colas plegadas sobre el dorso.